# Autoreferenza

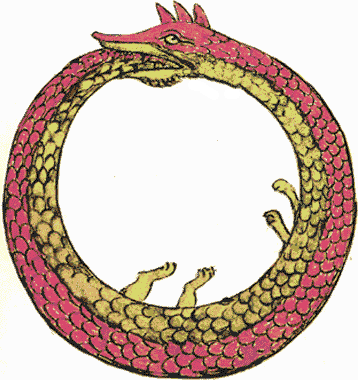
L'Uroboro, un drago che morde la propria coda, è un simbolo utilizzato per indicare l'autoreferenza.

L'autoreferenza è un fenomeno nel linguaggio naturale o formale consistente in una frase o formula che si riferisce a sé stessa direttamente, o attraverso qualche frase o formula intermedia, oppure mediante una qualche codifica semantica. In filosofia, si riferisce anche all'argomentare  di un soggetto  riferendosi a se stesso (utilizza in prima persona il pronome "io"). Utilizzata in matematica, filosofia, programmazione informatica, teoria dei sistemi e linguistica, l'autoreferenza è possibile quando esistono due livelli logici, un livello e un metalivello: le affermazioni esclusivamente autoreferenziali  conducono ad antinomie, quali il paradosso del mentitore o il paradosso di Russell.

## Utilizzo
Un esempio di autoreferenza è costituito dall'autopoiesi, tramite la quale un sistema ridefinisce continuamente se stesso e si sostiene e riproduce autonomamente. In metafisica, l'autoreferenza  riferisce il metalivello alla soggettività, mentre l'eteroreferenza all'oggettività.
In informatica l'autoreferenza viene riscontrata nel concetto di ricorsione, in cui un algoritmo viene espresso in termini di se stesso. Il linguaggio di programmazione Lisp è concepito per sfruttare la ricorsione. Molti linguaggi di programmazione orientata agli oggetti utilizzano parole chiave speciali in riferimento a oggetti di classe specifica: ad esempio C++, C#, Java e PHP utilizzano this, Smalltalk e Objective C self, Visual Basic Me. In matematica è nota la formula autoreferenziale di Tupper.
L'autoreferenza si riscontra anche in letteratura quando un autore si riferisce al suo lavoro all'interno del contesto del lavoro stesso (autocitazione assimilatrice). Famosi esempi includono il Don Chisciotte della Mancia di Miguel de Cervantes, Se una notte d'inverno un viaggiatore di Italo Calvino, molte storie di Nikolai Gogol' e Sei personaggi in cerca d'autore di Luigi Pirandello. Ciò è strettamente correlato ai concetti di rottura della quarta parete e di metaromanzo, che spesso implicano l'autoreferenza.
Il pittore surrealista René Magritte è famoso per i suoi lavori autoreferenziali. Nel suo quadro Il tradimento delle immagini raffigura una pipa seguita da una scritta in lingua francese che afferma "Questa non è una pipa". La veridicità di tale affermazione è in relazione con l'interpretazione che ne viene fatta. L'autoreferenza viene impiegata anche nella tautologia e nella licenza linguistica.
Un numero autobiografico è un perfetto esempio di autoriferimento in matematica, dove un oggetto (il numero) descrive sé stesso.